# La Ligue Abe de leur Moe
La Ligue Abe de leur Moe est un épisode de la série télévisée d'animation Les Simpson. Il s'agit du dix-neuvième épisode de la trente-sixième saison et du 787e de la série.

## Réception
Lors de sa première diffusion, l'épisode a attiré 0,73 million de téléspectateurs.